# Joana Cortez
Joana Cortez (Rio de Janeiro, 11 januari 1979) is een voormalig tennisspeelster uit Brazilië.

## Loopbaan
Zij begon op achtjarige leeftijd met het spelen van tennis.
Cortez nam 37 partijen deel voor Brazilië aan de Fed Cup – zij vergaarde daar een winst/verlies-balans van 23–14.
In 2000 speelde zij op de Olympische zomerspelen van Sydney, waar zij samen met Vanessa Menga de tweede ronde bereikte. In 1999 behaalden zij al samen goud op de Pan-Amerikaanse Spelen 1999. In 2003 behaalde zij wederom de gouden medaille bij de Pan-Amerikaanse Spelen, nu aan de zijde van Bruna Colósio.
In 2001 speelde zij haar eerste grandslampartij op het dubbelspel van het US Open, samen met de Spaanse Gisela Riera.
Na haar pensionering in 2009 ging zij strandtennis spelen.

## Posities op deWTA-ranglijst
Positie per einde seizoen:
| jaar | rang enkelspel | rang dubbelspel |
| ---- | -------------- | --------------- |
| 1997 | 794            | 371             |
| 1998 | 444            | 336             |
| 1999 | 288            | 254             |
| 2000 | 243            | 135             |
| 2001 | 225            | 116             |
| 2002 | 453            | 275             |
| 2003 | 372            | 216             |
| 2004 | 593            | 270             |
| 2005 | 423            | 242             |
| 2006 | 540            | 174             |
| 2007 | 458            | 185             |
| 2008 | –              | 535             |

## Resultaten grandslamtoernooien
| Legenda | Legenda                          |
| ------- | -------------------------------- |
| g.t.    | geen toernooi gehouden           |
| l.c.    | lagere categorie                 |
| –       | niet deelgenomen                 |
| G       | uitgeschakeld in de groepsfase   |
| 1R      | uitgeschakeld in de eerste ronde |
| 2R      | uitgeschakeld in de tweede ronde |
| 3R      | uitgeschakeld in de derde ronde  |
| 4R      | uitgeschakeld in de vierde ronde |
| KF      | uitgeschakeld in de kwartfinale  |
| HF      | uitgeschakeld in de halve finale |
| F       | de finale verloren               |
| W       | het toernooi gewonnen            |
| w-v     | winst/verlies-balans             |

### Enkelspel
geen deelname

### Vrouwendubbelspel
| toernooi        | 2001 | 2002 |
| --------------- | ---- | ---- |
| Australian Open | –    | 1R   |
| Roland Garros   | –    | –    |
| Wimbledon       | –    | –    |
| US Open         | 1R   | –    |